# 482 Music
482 Music is een onafhankelijk Amerikaans platenlabel, dat zich richt op het uitbrengen van jazz, geïmproviseerde muziek en wereldmuziek. Het label is gevestigd in New York. Musici die op het label werden uitgebracht zijn onder meer Anthony Braxton, Scott Field, Mike Reed, Scott Rosenberg, Chad Taylor en George Schuller.